# The Woman in the Case (film 1916 Willoughby)
The Woman in the Case è un film muto del 1916 diretto da George Willoughby.
Nello stesso anno, in agosto, uscì nelle sale degli Stati Uniti un altro film tratto dal lavoro teatrale di Clyde Fitch, sempre con il titolo The Woman in the Case: diretto da Hugh Ford, era interpretato da Pauline Frederick.

## Trama
Per vendicarsi di Julian, il suo ex fidanzato che l'ha lasciata, Claire indirizza su di lui i sospetti della morte misteriosa del marito che, in realtà, si è suicidato per colpa sua. Sarà Margaret, la moglie di Julian, a ristabilire la verità: fingendosi un'avventuriera come Claire, ne conquista la fiducia, riuscendo a farle confessare il suo piano per distruggere l'uomo che odia.

## Produzione
Il film fu prodotto dalla Willoughby's Photo-Plays. Fu uno dei soli due film prodotti e diretti da Willoughby, uomo di teatro, che lavorò per il cinema solo nel 1916.

## Distribuzione
Uscì nelle sale australiane il 3 luglio 1916.